# Paralimnophila contingens
Paralimnophila contingens là một loài ruồi trong họ Limoniidae. Chúng phân bố ở miền Australasia.